# 郭庄镇 (无极县)
郭庄镇，是中华人民共和国河北省石家庄市无极县下辖的一个乡镇级行政单位。

## 行政区划
郭庄镇下辖以下地区：
郭庄村、磁河店村、甄家营村、王家营村、张家营村、姚家营村、冯家庄村、张家庄村、西牛村、东牛村、北牛村、北汪村、牛家庄村、崔家庄村、户台营村、南牛村、马村、后北焦村、前北焦村、穆家庄村、杨家庄村、杨坊村和西李家庄村。